# Beach House 3
Beach House 3 è il secondo album in studio del cantante statunitense Ty Dolla Sign, pubblicato il 27 ottobre 2017.

## Promozione
Il primo singolo dell'album , Love U Better in collaborazione con Lil Wayne e The-Dream, è stato pubblicato il 10 luglio 2017 con un video musicale su YouTube. Il singolo è seguito da altri due estratti: So Am I con Damian Marley e Skrillex pubblicato il 1º settembre 2017, Ex con YG reso disponibile il 6 novembre 2017 e accompagnato da un video musicale.
Il 3 marzo 2018 è uscito il videoclip di Pineapple con Gucci Mane e Quavo. Il singolo è contenuto nella versione deluxe dell'album uscita nel 2018.

## Tracce
1. Famous – 3:20
2. Famous Lies – 0:59
3. Love U Better (feat. Lil Wayne & The-Dream) – 3:02
4. Ex (feat. YG) – 2:43
5. Famous Excuses – 1:02
6. Droptop in the Rain (feat. Tory Lanez) – 3:00
7. Don't Judge Me (feat. Future & Swae Lee) – 4:02
8. Dawsin's Breek (feat. Jeremih) – 2:45
9. Don't Sleep on Me (feat. Future & 24hrs) – 4:33
10. Stare (feat. Pharrell Williams & Wiz Khalifa) – 4:49
11. Famous Friends – 0:38
12. So Am I (feat. Damian Marley & Skrillex) – 3:45
13. Lil Favorite (feat. MadeinTYO) – 3:13
14. In Your Phone (con Lauren Jauregui) – 2:30
15. All the Time – 3:03
16. Famous Amy – 0:36
17. Side Effects – 2:53
18. Famous Last Words – 0:34
19. Message in a Bottle – 2:32
20. Nate Howard Intro – 1:40

Tracce bonus (deluxe edition)
1. Pineapple (feat. Gucci Mane e Quavo) – 3:38
2. Clout (feat. 21 Savage) – 3:20
3. Number – 3:22
4. Drugs (feat. Wiz Khalifa) – 2:23
5. South Beach (feat. Quavo e French Montana) – 3:16
6. Simple (feat. Yo Gotti) – 3:26